# Livenskij rajon
Il Livenskij rajon (in russo Ливенский район?) è un rajon dell'Oblast' di Orël, nella Russia europea; il capoluogo è Livny.